# Breds församling
Breds församling var en församling i Uppsala stift och i Enköpings kommun i Uppsala län. Församlingen uppgick 2006 i Sparrsätra-Breds församling.

## Administrativ historik
Församlingen har medeltida ursprung.  
Församlingen utgjorde under medeltiden ett eget pastorat för att därefter till 1962 vara annexförsamling i pastoratet Sparrsätra och Bred samt från 1962 till 2006 annexförsamling i Tillinge pastorat. Församlingen uppgick 2006 i Sparrsätra-Breds församling.

## Kyrkor
- Breds kyrka